# Johann Georg Riescher

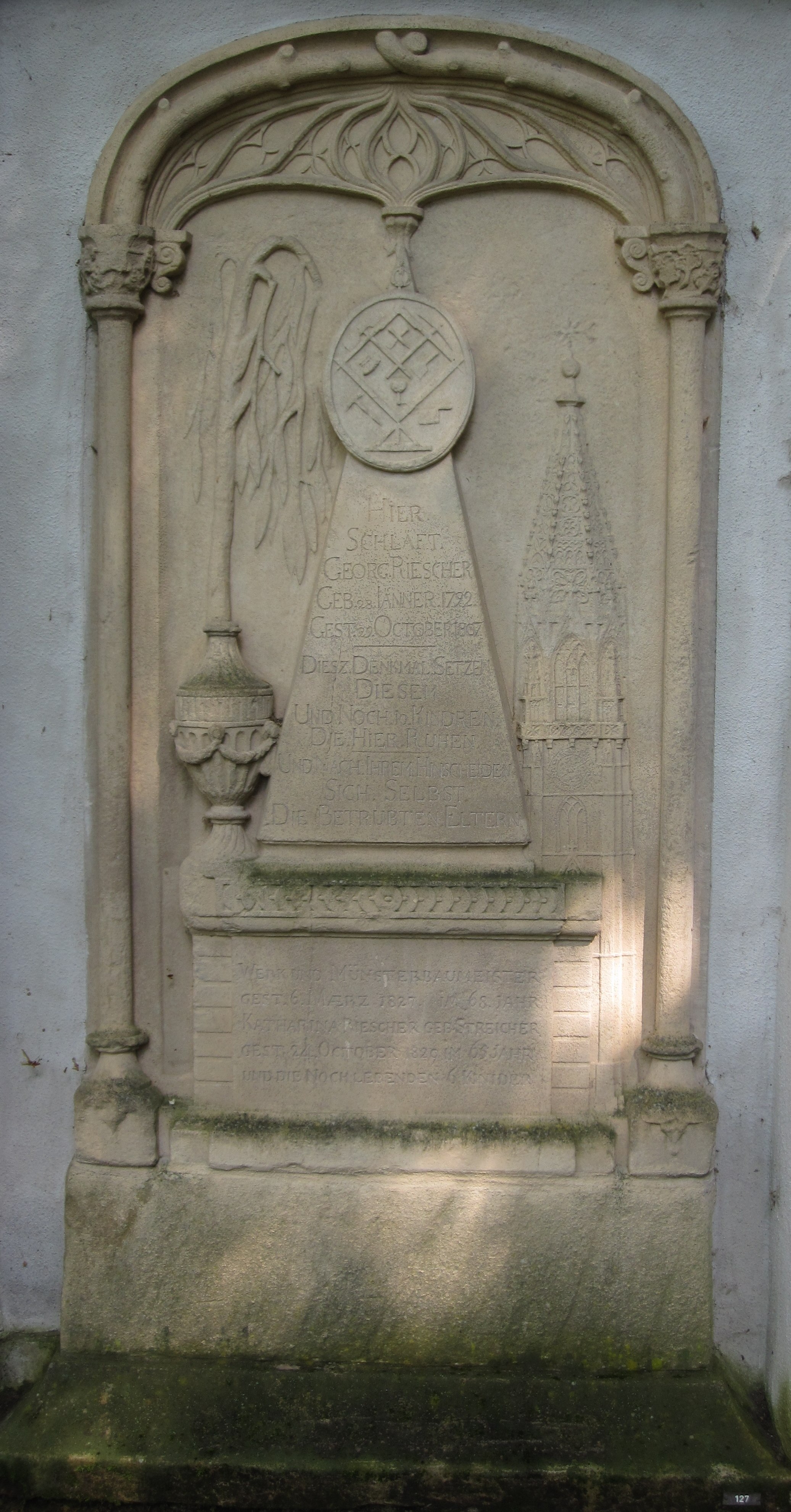
Grabstein von Georg Riescher († 1807) auf dem Alten Friedhof in Freiburg

Johann Georg Riescher, auch Rischer (* 1759; † 6. März 1827), war ein Werk- und Münsterbaumeister in Freiburg im Breisgau
Der Maurer- und Steinhauermeister Riescher erhielt 1786 das Freiburger Bürgerrecht sowie 1792 das Steinhauerrecht auf dem Alten Friedhof. Riescher arbeitete zusammen mit dem Bildhauer Franz Anton Xaver Hauser am Bertoldsbrunnen. Hierfür schuf er Säule und Trog, wobei er von Hauser unterstützt wurde. Die beiden waren auch privat verbunden. Nach dem Tod der Ehefrau Hausers wurde Riescher zum Vormund seiner Kinder.
Neben seiner Tätigkeit als Werkmeister am Freiburger Münster, wo er auch Mitglied einer „Verschönerungskommission“ war, schuf er Grabsteine auf dem Alten Friedhof. Darunter befindet sich das Grabmal seines 15-jährig verstorbenen Sohnes Georg aus dem Jahr 1807, das später um Einträge für ihn und seine 1829 verstorbene Ehefrau ergänzt wurde. Einige seiner Söhne wurden ebenfalls Maurer oder Steinhauer.